# Pandemia de COVID-19 em Barbados

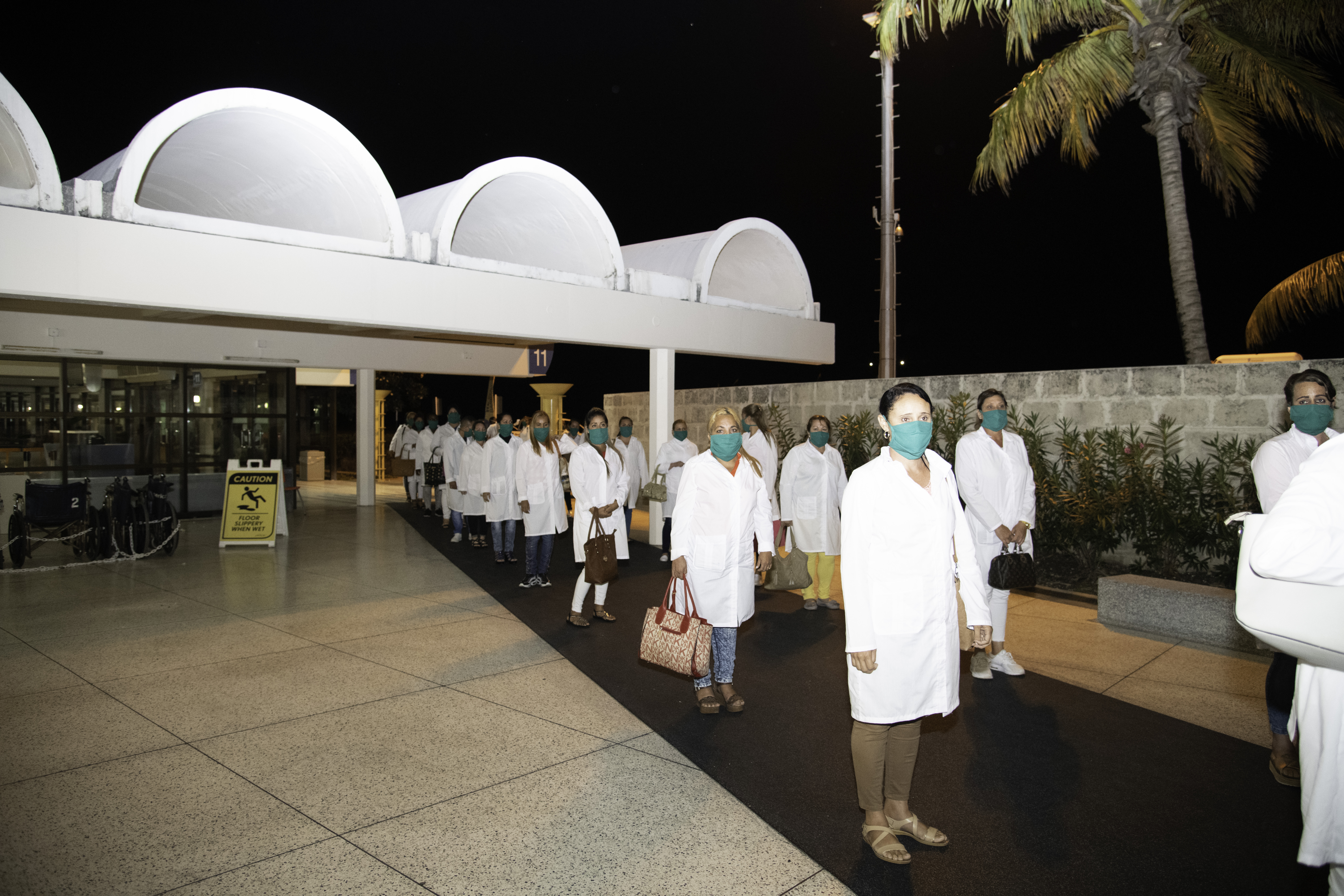
Enfermeiros cubanos chegam à Barbados

Este artigo documenta os impactos da pandemia de coronavírus 2019-2020 em Barbados e pode não incluir todas as principais respostas e medidas contemporâneas.

## Linha do tempo

### Março
Em 17 de março de 2020, o ministro da Saúde e Bem-Estar, o tenente-coronel Jeffrey Bostic, confirmou os dois primeiros casos em Barbados. Eles permanecerão isolados até se recuperarem.
Em 19 de março de 2020, mais 3 casos foram confirmados, elevando o número total de casos para 5, incluindo o marido do primeiro caso, além de um passageiro de navio de cruzeiro e uma pessoa de Nova York. Como resultado do surto, o governo fechou todas as escolas e reuniões foram limitadas a 25 pessoas. Também o governo anunciou que todas as as pessoas chegadas da Europa e dos  EUA ficariam em quarentena por 14 dias.
Até 24 de março de 2020, havia 18 casos confirmados.
Em 27 de março de 2020, o Ministro da Saúde anunciou que o número total de casos chegou a 26. Nessa data, Barbados havia realizado 234 testes no total.
Em 29 de março de 2020, o diretor médico interino, Dr. Anton Best, anunciou sete novos casos, elevando o número total de casos para 33. Desses casos, 19 foram importados, 11 foram identificados por meio de rastreamento de contatos e 2 ainda estavam sendo investigados. 16 dos casos eram do sexo masculino e 17 do feminino. Até essa data, Barbados havia realizado 287 testes no geral e não havia evidências de transmissão comunitária.
Em 30 de março de 2020, o ministro da Saúde anunciou um novo caso, elevando o número total de casos confirmados para 34.

### Abril
Em 1 de abril de 2020, a Primeira-Ministra Santia Bradshaw anunciou que 11 testes foram positivos no dia anterior, 31 de março de 2020, elevando o número total de casos confirmados para 45 e o número total de testes realizados para 382.
Até 4 de abril de 2020, haviam 52 casos confirmados no total, com idades variando entre 17 e 83 anos. 27 eram do sexo masculino e 25 do feminino. Nessa data, todos os casos ainda estavam ativos - não houve mortes ou recuperações.

Em 5 de abril de 2020, o Ministro da Saúde e Bem-Estar fez vários anúncios em uma transmissão ao vivo onde a primeira morte foi anunciada.